# تشاوغون
تشاوغون هي قرية في مقاطعة شوط‌، إيران. عدد سكان هذه القرية هو 77 في سنة 2006.